# Kennedy McKinney
Kennedy McKinney (Hernando, 10 gennaio 1966) è un ex pugile statunitense.

## Palmarès
Olimpiadi
- 1 medaglia:
  - 1 oro (pesi gallo a Seul 1988).